# Léonor Charles Julien Couraye du Parc
Léonor Charles Julien Couraye du Parc, né à Saint-Lô le 15 mai 1820 et mort le 17 mars 1893 à Annoville-Tourneville est une personnalité judiciaire et artistique de la Manche.4[réf. nécessaire]

## Biographie
Léonor Couraye du Parc est le fils de Charles Couraye du Parc (1775-1861), conseiller de préfecture à Saint-Lô et d'Élisabeth Lasnon de la Renaudière (1787- 1881), la sœur de Philippe de la Renaudière.[réf. nécessaire]
Il suit des études de droit et devient juge suppléant à Coutances.[réf. nécessaire]
Il se fixe en 1861 en sa propriété du Tôt à Annoville et s'adonne aux arts qu'il a appris sous le professorat de P. Huet.[réf. nécessaire]
Il expose des fusains au Salon entre 1864 et 1881 dont Vue de Mortain et Mare de Bouillon, près Avranches en 1864, Une clairière et Bords d'un cours d'eau en 1865. Ces œuvres sont exposées aux musées de Saint-Lô, de Coutances, de Caen et de Vire.
Il est maire d'Annoville.[réf. nécessaire]
Il épouse à Vaudry en 1853 Dalinde Heurtault de Boisneville (née à Vaudry en 1829), fille de Thomas Louis Heurtault de Boisneville (1788-1866) et de Marie Olympe Larsonneur de Gouvets (1800-1879)[réf. nécessaire] dont il aura : Marguerite (née en 1854) qui épousera le capitaine de frégate Ernest Deuve ;[réf. nécessaire] Joseph (décédé en 1902), chartiste et Charles (1859-1902), commissaire de la marine et chevalier de la légion d'honneur.

## Sources
- Louis Bergeron et Guy Chaussinand-Nogaret, Grands notables du Premier Empire : notices de biographie sociale, Volumes 13-16, Centre national de la recherche scientifique, 1978.
- « Couraye du Parc, Léonor-Charles-Julien », dans Dictionnaire Bénézit, 2006 (lire en ligne)
- Bulletin de la Société des beaux-arts de Caen, volume 3, Valin, 1863.
- Annuaire du Département de la Manche, volume 41, impr. de J. Elie, 1869.
- Les artistes Normands au Salon, volume 2, page 62, A.R de Liesville, 1874